# Arenas del Rey
Arenas del Rey es una localidad y municipio español situado en la parte centro-sur de la comarca de Alhama, en la provincia de Granada, comunidad autónoma de Andalucía. Limita con los municipios de Cacín, Agrón, Jayena, Alhama de Granada, Fornes y Játar.
El municipio arenusco comprende los núcleos de población de Arenas del Rey y Pantano de los Bermejales, situado junto al embalse del mismo nombre. Arenas del Rey se encuentra enclavado en la vertiente norte de la Sierra de la Almijara, en el valle del río Cacín.

## Historia
Existen vestigios de la presencia de los romanos como la hay del largo dominio musulmán y también de la posterior repoblación cristiana tras la guerra de Granada. Ya en el siglo XIX tuvo especial protagonismo el municipio por la presencia en sus tierras de tropas napoleónicas durante la guerra de Independencia. Arenas del Rey fue constituida como villa por distinción de Carlos III.
El núcleo urbano donde se asentaba la antigua población fue destruido totalmente por el terremoto de 1884 y se reconstruyó durante los últimos años de ese mismo siglo XIX gracias a las aportaciones recibidas desde prácticamente toda España con el decidido apoyo a la iniciativa de Alfonso XII y las aportaciones voluntarias del arquitecto Juan Monserrat Vergés, que diseñó los planos y supervisó la obra.

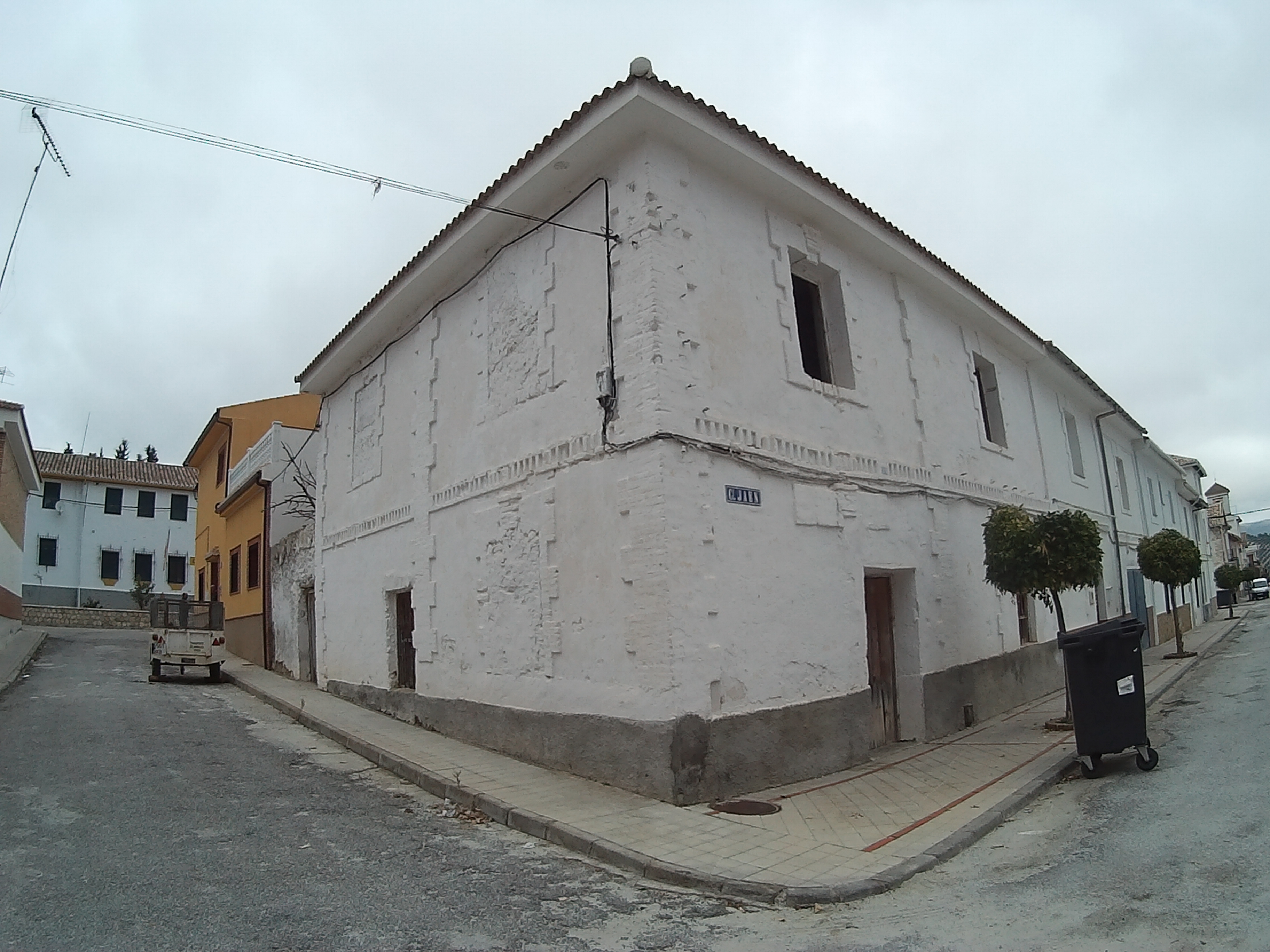
Casa de finales del de las que se conservan en el pueblo

En 1973 se fusionaron los municipios de Fornes y Játar al de Arenas del Rey. El 19 de febrero de 2015 se segregó la por entonces entidad local autónoma de Játar con la aprobación del pleno del ayuntamiento de Arenas del Rey por unanimidad, que cerró el proceso con el visto bueno de la Diputación de Granada y el gobierno autonómico el 19 de febrero de 2015. El 2 de octubre de 2018 también se segregó Fornes.

## Geografía
| Noroeste: Alhama de Granada      | Norte: Alhama de Granada, Cacín y Agrón | Nordeste: Agrón            |
| Oeste: Alhama de Granada y Játar |                                         | Este: Fornes y Jayena      |
| Suroeste: Alhama de Granada      | Sur: Alhama de Granada                  | Sureste: Alhama de Granada |

## Demografía
Arenas del Rey cuenta con una población de 610 habitantes (INE 2024).
| Gráfica de evolución demográfica de Arenas del Rey entre 1842 y 2021 |
| |
| Población de derecho según los censos de población del INE Población de hecho según los censos de población del INEEn 1973 crece el término del municipio porque incorpora a Fornes y Játar |

Se distribuyen de la siguiente manera:
| Unidad poblacional        | Hab. |
| ------------------------- | ---- |
| Arenas del Rey            | 531  |
| Pantano de los Bermejales | 86   |
| TOTAL                     | 617  |

## Economía

### Evolución de la deuda viva municipal
| Gráfica de evolución de la deuda viva del Ayuntamiento de Arenas del Rey entre 2008 y 2019                                |
| |
| Deuda viva del Ayuntamiento de Arenas del Rey en miles de euros según datos del Ministerio de Hacienda y Función Pública. |

## Administración y política
Los resultados en Arenas del Rey de las últimas elecciones municipales, celebradas en mayo de 2023, son:
| Elecciones Municipales - Arenas del Rey (2023) | Elecciones Municipales - Arenas del Rey (2023) | Elecciones Municipales - Arenas del Rey (2023) | Elecciones Municipales - Arenas del Rey (2023) | Elecciones Municipales - Arenas del Rey (2023) |
| Partido político                               | Partido político                               | Votos                                          | Votos                                          | Concejales                                     |
| ---------------------------------------------- | ---------------------------------------------- | ---------------------------------------------- | ---------------------------------------------- | ---------------------------------------------- |
|                                                | Partido Socialista Obrero Español (PSOE)       | 152                                            | 38,57 %                                        | 3                                              |
|                                                | Partido Popular (PP)                           | 138                                            | 35,02 %                                        | 2                                              |
|                                                | Vox (VOX)                                      | 102                                            | 25,88 %                                        | 2                                              |

## Turismo

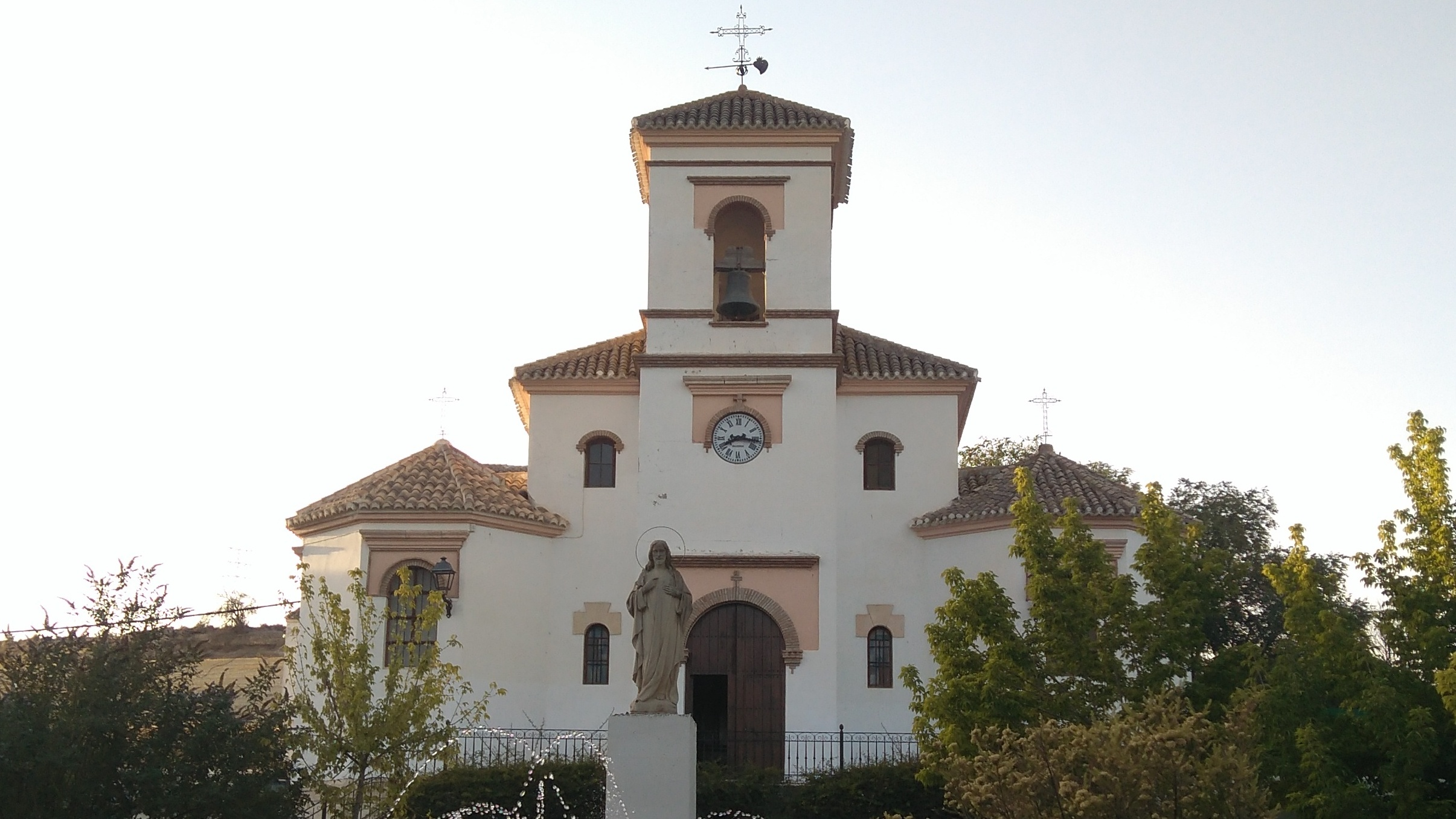
Iglesia de San Sebastián de Arenas del Rey

El principal atractivo monumental que ofrece Arenas del Rey a sus visitantes es una iglesia parroquial levantada, como todo el pueblo actual, en el siglo XIX, de curiosa planta. Gracias al espacio natural en que se ubica, en las proximidades del pantano de los Bermejales, Arenas del Rey forma parte de esa serie de municipios del Poniente Granadino que empiezan a ser un claro referente para el turismo rural. Merece verse el paisaje que ofrece la vertiente norte de Sierra Tejeda, de la que alguien escribió que es "una impresionante mole de piedra pardo-rojiza, bordeada por la nota verde de viñedos, tejos y pinares, y en invierno coronada por una blanca montera de nieve".[cita requerida]